# Monts Byrranga
Les monts Byrranga (russe : го́ры Бырра́нга, Gory Byrranga) sont une chaîne de montagnes située sur la péninsule de Taïmyr, dans le District fédéral sibérien, en Russie. Les montagnes ont été explorées pour la première fois en 1736 sous le règne d'Anne Ire.

## Géographie

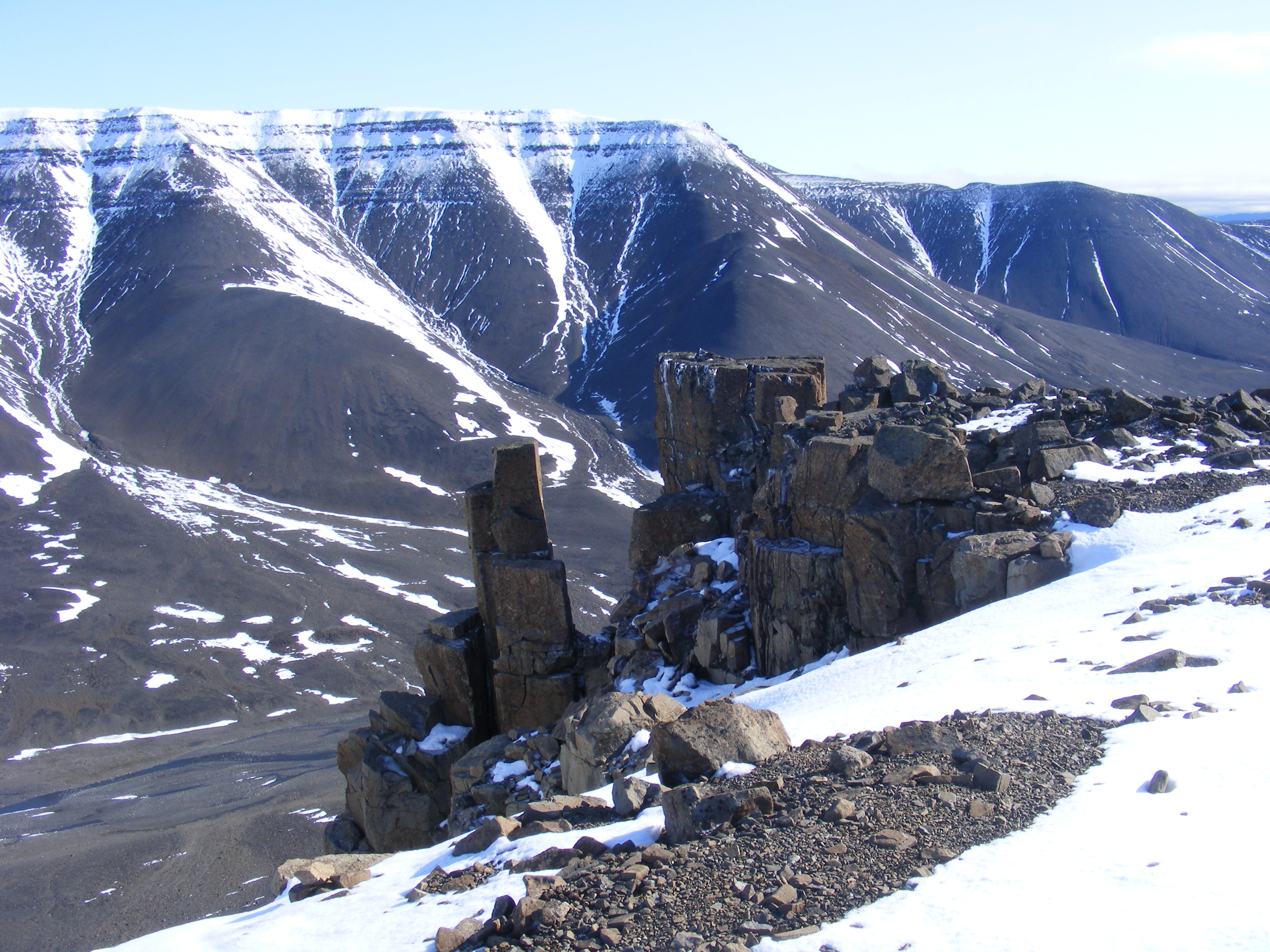
Vue des monts Byrranga.

Les monts Byrranga sont situés au nord du lac Taïmyr sur la péninsule de Taïmyr.
La chaîne de montagnes est composée de canyons et de ravins ainsi que de quelques glaciers dans sa zone ouest. L'altitude moyenne des montagnes est d'environ 500 mètres, le plus haut sommet culminant à 1 121 mètres au mont Lednikovaïa (Lednikovaya Gora).
Les rivières Khutudabiga et Chetyrekh ont leur source dans la chaîne de montagne. La rivière Taïmyr coule vers le nord en traversant la chaîne. Les plaines au nord et au sud sont couvertes de toundra, de tourbières et de marais.
Le climat y est continental et sec avec de fréquents blizards l'hiver.

## Géologie
Les monts Byrranga sont principalement composés de siltstone et de roches plutoniques, ainsi que de formations de calcaire.